# FIFA World Player of the Year 1991
L’edizione 1991 del FIFA World Player, 1ª edizione del premio calcistico istituito dalla FIFA, fu vinta dal tedesco Lothar Matthäus (Inter).
A votare furono 66 commissari tecnici di altrettante Nazionali.